# Le Chien (Goya)
Pour les articles homonymes, voir Le Chien.
Le Chien (de l'espagnol : Perro hundido et également connue comme Tête de chien) est le nom généralement donné à une peinture de l'artiste espagnol Francisco de Goya. Cette œuvre issue des « peintures noires » a été réalisée entre 1819 et 1823 directement sur les murs de la maison de l'artiste et est maintenant conservée au musée du Prado de Madrid.

## Description
Elle montre la tête d'un petit chien noir regardant vers le haut. Le chien lui-même est presque perdu dans l'immensité du reste de l'image, qui est vide à l'exception d'une zone sombre en pente vers le bas de l'image qui dissimule le corps de l'animal.

## Postérité
Cette œuvre a notamment inspiré Antonio Saura et Herman Braun-Vega. Ce dernier se l'approprie dans le panneau central de son triptyque La familia informal.
Cette peinture joue un rôle dans le film La Plateforme 2, sorti en 2024 sur Netflix.[réf. nécessaire]

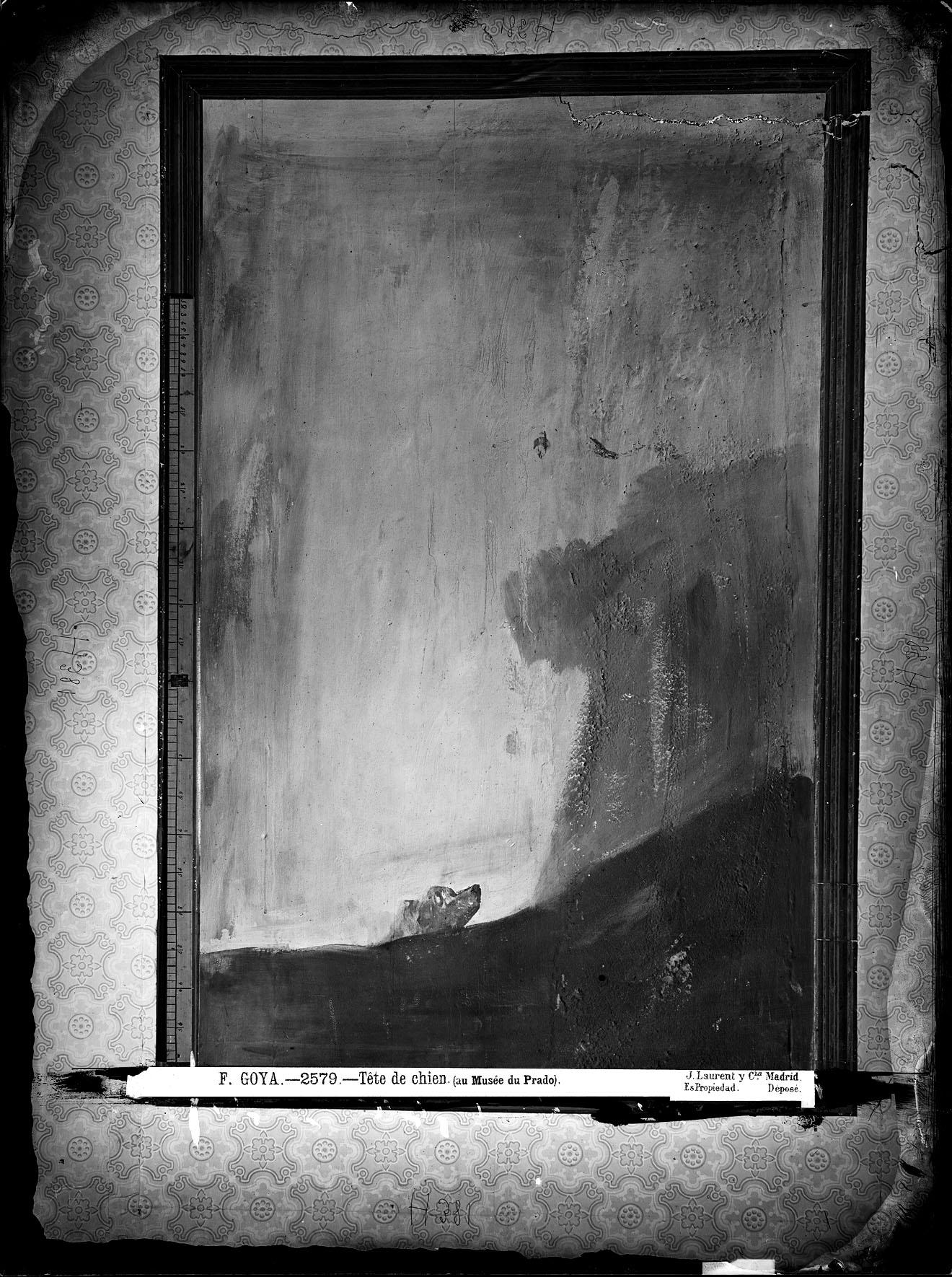
La peinture murale Le Chien photographiée en 1874 par Jean Laurent à l'intérieur de la Quinta del Sordo. Institut du patrimoine culturel d'Espagne.

La peinture de Goya est présentée dans l’œuvre Das glückliche Geheimnis du romancier autrichien Arno Geiger comme « la plus belle du monde » (das schönste Bild der Welt).
Le tableau est évoqué de manière précise dans l'album Heart of a dog de l'artiste américaine Laurie Anderson.[réf. nécessaire]